# Crusaders CFA
I Crusaders CFA sono una squadra di football americano, di Cascais, in Portogallo, fondata nel 2005.

## Dettaglio stagioni

### Tornei nazionali

#### Campionato

##### LPFA
| Stagione | regular season | regular season | regular season | regular season | regular season | regular season | playoff | playoff | playoff | playoff | playoff | playoff    | playoff        |
|          | Vin            | Par            | Per            | Tot            | PF             | PS             | Vin     | Per     | Tot     | PF      | PS      | risultato  | avversaria     |
| -------- | -------------- | -------------- | -------------- | -------------- | -------------- | -------------- | ------- | ------- | ------- | ------- | ------- | ---------- | -------------- |
| 2015-16  | 4              | 0              | 4              | 8              | 323            | 250            | -       | -       | -       | -       | -       | -          | -              |
| 2016-17  | 6              | 0              | 3              | 9              | 291            | 211            | 0       | 1       | 1       | 22      | 50      | Wild Card  | Algarve Sharks |
| 2017-18  | 5              | 0              | 5              | 10             | 316            | 241            | 0       | 1       | 1       | 13      | 16      | Wild Card  | Porto Mutts    |
| 2019     | 5              | 0              | 1              | 6              | 207            | 88             | 0       | 1       | 1       | 12      | 13      | Semifinale | Lisboa Devils  |
| Totale   | 20             | 0              | 13             | 33             | 1137           | 790            | 0       | 3       | 3       | 47      | 79      |            |                |

Fonti: Sito APFA- A cura di Roberto Mezzetti;

#### Coppa

##### Torneio Fundadores
| Stagione | regular season | regular season | regular season | regular season | regular season | regular season | playoff | playoff | playoff | playoff | playoff | playoff   | playoff       |
|          | Vin            | Par            | Per            | Tot            | PF             | PS             | Vin     | Per     | Tot     | PF      | PS      | risultato | avversaria    |
| -------- | -------------- | -------------- | -------------- | -------------- | -------------- | -------------- | ------- | ------- | ------- | ------- | ------- | --------- | ------------- |
| 2018     | -              | -              | -              | -              | -              | -              | 2       | 1       | 3       | 109     | 40      | Finale    | Lisboa Devils |
| 2019     | -              | -              | -              | -              | -              | -              | 3       | 0       | 3       | 90      | 30      | Campioni  | Porto Mutts   |
| 2021     | 2              | 0              | 1              | 3              | 117            | 56             | 1       | 0       | 1       | 24      | 9       | Campioni  | Lisboa Devils |
| Totale   | 2              | 0              | 1              | 3              | 117            | 56             | 6       | 1       | 7       | 223     | 79      |           |               |

Fonti: Sito APFA- A cura di Roberto Mezzetti;

### Riepilogo fasi finali disputate
| Anno             | Luogo  | Evento             | Fase del torneo | Incontro                           | Risultato |
| 11 marzo 2017    |        | LPFA               | Wild Card       | Cascais Crusaders - Algarve Sharks | 16 - 50   |
| 7 aprile 2018    |        | LPFA               | Semifinale      | Porto Mutts - Cascais Crusaders    | 16 - 13   |
| 23 dicembre 2018 | Braga  | Torneio Fundadores | Finale          | Lisboa Devils - Cascais Crusaders  | 23 - 14   |
| 12 maggio 2019   |        | LPFA               | Semifinale      | Lisboa Devils - Cascais Crusaders  | 13 - 12   |
| 14 dicembre 2019 | Alfena | Torneio Fundadores | Finale          | Porto Mutts - Cascais Crusaders    | 0 - 33    |
| 11 dicembre 2021 |        | Torneio Fundadores | Finale          | Lisboa Devils - Cascais Crusaders  | 9 - 24    |

## Palmarès
- 2 Torneio Fundadores (2019, 2021)